# FC 파말리캉
푸트볼 클루브 드 파말리캉(포르투갈어: Futebol Clube de Famalicão), 혹은 단순하게 줄여서 파말리캉(Famalicão)은 포르투갈의 빌라 노바 데 파말리캉을 연고로 하는 프로 축구 클럽이다. 파말리캉은 현재 포르투갈의 최상위 리그인 프리메이라리가에 소속되어 있다.

## 선수 명단

### 현역
참고: FIFA 자격 규정에 따라 소속된 국가대표팀 국기를 표시합니다. 선수는 복수의 FIFA 비회원국 국적을 가지고 있을 수 있습니다.
| 번호 | 포지션 | 국적     | 이름        |
| ---- | ------ | -------- | ----------- |
| 7    | FW     |          | 소리소      |
| 8    | MF     | 세르비아 | 미르코 토픽 |

| 번호 | 포지션 | 국적 | 이름 |
| ---- | ------ | ---- | ---- |

## 역대 감독
| 감독              | 임기        |
| ----------------- | ----------- |
| 요시프 스코블라르 | 1991 ~ 1992 |
| 조세 코스타       | 1999 ~ 2001 |